# Баходир Жалолов
Баходир Исомиддин угли Жалолов (на узбекски: Bahodir Isomiddin O'g'li Jalolov) е узбекистански състезател по професионален и аматьорски бокс.
Роден е в селище от градски тип Сариасия, Сариасийски район, Сурхандаринска област, Узбекистан. Той е седемкратен олимпийски шампион от игрите (2020) в Токио, световен шампион (в свръхтежка категория) през 2019 година, трикратен азиатски шампион – през 2017, 2019 и 2021 г.